# 银山乡
银山乡，是中华人民共和国甘肃省兰州市榆中县下辖的一个乡镇级行政单位。2019年被撤销，整体并入马坡乡。

## 行政区划
银山乡被撤销前以下地区：
高家湾村、孙家湾村、打磨沟村、茨坪村、小水子村、斜路屲村、旋马滩村和大滩村。